# Мексико-Мару
Мексико-Мару — транспортне судно, яке під час Другої світової війни брало участь у операціях японських збройних сил на Тихому океані.
Судно спорудили у 1910 році на верфі Mitsubishi Dockyard & Engineering Works у Нагасаці для компанії Osaka Shosen, яка спершу використовувала його на рейсах до Північної Америки. 31 жовтня 1918-го в районі Сіеттлу «Мексико-Мару» в густому тумані наскочило на дерев’яне рибальське судно «A. J. Fuller», яке унаслідок зіткнення затонуло.
В подальшому «Мексико-Мару» перевели на рейси до Південної Америки та східної Африки, а з 1931-го поставили на лінію до Філіппін.
В 1937-му на тлі початку Другої японо-китайської війни судно задіяли у операціях Імперської армії Японії. 12 серпня «Мексико-Мару» вийшло з Кобе із військовослужбовцями одного з батальйонів 40-го піхотного полку та 18 серпня висадило їх в районі Дагу (поблизу Тяньцзіня). 13 – 18 вересня судно доставило з Осаки до Дагу ще одну партію військовослужбовців. Наприкінці 1938-го «Мексико-Мару» повернули власникам.
В жовтні 1941-го судно знову реквізували для потреб Імперської армії Японії. 13 – 16 грудня «Мексико-Мару» та ще 4 транспорти вийшли з бухти Камрань (центральна частина узбережжя В’єтнаму) та 16 грудня почали розвантаження доправлених військ у Кота-Бару на узбережжі Малаї. 20 грудня «Мексико-Мару» полишило Кота-Бару.
1 квітня 1942-го судно прибуло до затоки Лінгайєн на західному узбережжі філіппінського острова Лусон, а 5 квітня вийшло звідси у складу загону, який перевозив війська для зайняття островів у централній частині архіпелагу. 10 квітня японські кораблі прибули до острова Себу, при цьому «Мексико-Мару» відносилось до підрозділу, що висаджувало десант на західному узбережжі. 26 – 29 квітня японський конвой прослідував до острова Мінданао та висадив війська у Котабато на південно-західному узбережжі.
14 грудня 1942-го – 3 січня 1943-го «Мексико-Мару» в конвої «I» операції «Військові перевезення №8» прослідувало з японського порту Саєкі до Рабаулу – головної передової бази у архіпелазі Бісмарка, з якої провадились японські операції на Соломонових островах та сході Нової Гвінеї.
4 – 13 липня 1943-го судно в конвої O-404 перейшло з Саєкі до Палау (важливий транспортний хаб на заході Каролінських островів), а 17 – 24 липня в конвої SO-705 знову досягнуло Рабаула. Потім судно повернулось на Палау та 18 – 28 серпня прослідувало до японського порту Уджина в конвої FU-806.
16 вересня 1943-го «Мексико-Мару» почало новий рейс до Меланезії. Спершу воно рухалось в конвої O-608, який 27 вересня прибув на Палау, а потім 3 – 10 жовтня прослідувало в конвої до Рабаула. 15 – 23 жовтня припали на зворотній шлях до Палау в конвої O-504, а 26 жовтня – 4 листопада судно з конвоєм FU-607 перейшло до Саєкі.
Третій рейс до Меланезії почався 21 листопада 1943-го, коли «Мексико-Мару» вийшло з Саєкі до Палау в конвої O-107. Перехід до Рабаула відбувся 17 – 24 грудня в конвої SO-705, а повернення на Палау в конвої O-805 припало на 8 – 15 січня 1944-го. Далі 23 січня – 3 лютого 1944-го «Мексико-Мару» здійснило круговий рейс до Нової Гвінеї в конвої «Вевак № 18», а станом на початок березня 1944-го судно вже було у Такао (наразі Гаосюн на Тайвані), звідки 7 – 17 березня прослідувало до японського порту Моджі в конвої TAMO-08.
Станом на другу половину травня 1944-го «Мексико-Мару» перебувало у Мірі (центр нафтовидобутку на північному узбережжі Борнео), звідки 24 – 29 травня прослідувало до Сінгапура в конвої MISHI-02, а 4 – 8 липня повернулось назад до Мірі в конвої SHIMI-05. 10 – 16 липня «Мексико-Мару» прослідувало до Маніли в конвої MI-08.
15 серпня 1944-го судно рушило з Маніли в конвої H-33 (конвої серії "Н" ходили до острова Хальмахера в північній частині Молуккського архіпелагу). На борту судна знаходились 4020 військовослужбовців з складу трьох батальйонів 57-ї окремої змішаної бригади та численних інших підрозділів. Також судно перевозило кілька тисяч тон вантажів, зокрема, сотню ємностей з бензином, біля тисячі ємностей з мазутом та 8 тон пороха. 23 серпня в районі острова Голо (архіпелаг Сулу) належний до конвою транспорт «Гавр-Мару» зазнав проблем з гребним пропелером та втратив хід. «Мексико-Мару» спробувало узяти це судно на буксир, проте не змогло через обриви буксирувальних канатів. Втім, іншому кораблю у підсумку вдалось відбуксирувати «Гавр-Мару» на Голо. 27 серпня конвой рушив далі.
29 серпня 1944-го в південно-західній частині моря Сулавесі «Мексико-Мару» було торпедоване американським підводним човном USS Jack. Торпеда потрапила у трюм, де перевозили нафтопродукти, так що судно вибухнуло і затонуло. Загинули 22 члена екіпажу та 825 військовослужбовців. Патрульний корабель PB-105 примудрився підібрати 1600 осіб, а мисливці за підводними човнами CH-46 та CH-31 підняли з води 935 та 760 осіб відповідно.